# Viekšniai
Viekšniai är en ort i Litauen. Den ligger i den nordvästra delen av landet, 240 km nordväst om huvudstaden Vilnius. Viekšniai ligger 62 meter över havet och antalet invånare är 2 212.
Terrängen runt Viekšniai är mycket platt. Runt Viekšniai är det ganska glesbefolkat, med 47 invånare per kvadratkilometer. Närmaste större samhälle är Mazeikiai, 14,6 km nordväst om Viekšniai. Omgivningarna runt Viekšniai är en mosaik av jordbruksmark och naturlig växtlighet.